# Октябрьское сельское поселение (Рыбинский район)
Октябрьское сельское поселение — муниципальное образование в составе Рыбинского района Ярославской области России.
Административный центр — посёлок Октябрьский.

## География
Поселение расположено на правом берегу Волги, ниже по течению Рыбинска, на юго-восток от Рыбинска и Волжского сельского поселения. На юго-западе оно граничит с Большесельским районом юго-востоке — с Тутаевским районом. Через поселение проходят основные транспортные магистрали Рыбинска — автодорога на Тутаев и, далее, на Ярославль Р151, а также железная дорога на Ярославль. В юго-западном направлении через посёлок и железнодорожную станцию Лом проходит дорога на Большое Село. С северо-востока территория поселения ограничена Волгой, на другом берегу которой Назаровское сельское поселение, транспортная связь с которым только через Рыбинск. В центре волжского побережья находится крупный посёлок Песочное, который образует отдельное сельское поселение, однако тесно связан с ближайшими населёнными пунктами Октябрьского поселения, например, в части почтового обслуживания.
В поселение входит два сельских округа: Октябрьский расположен в северо-восточной части, ближе к Рыбинску, Ломовский — юго-восточнее, ближе к Тутаеву.

## История
Октябрьское сельское поселение образовано 1 января 2005 года в соответствии с законом Ярославской области № 65-з от 21 декабря 2004 года «О наименованиях, границах и статусе муниципальных образований Ярославской области», границы сельского поселения установлены в административных границах Октябрьского и Ломовского сельских округов.

## Население
| 2007  | 2010  | 2011  | 2012  | 2013  | 2014  | 2015  |
| ----- | ----- | ----- | ----- | ----- | ----- | ----- |
| 4605  | ↘4223 | ↘4218 | ↘4211 | ↘4165 | ↘4122 | ↘4082 |
| 2016  | 2017  | 2018  | 2019  | 2020  | 2021  |       |
| ↘4015 | ↘3974 | ↘3934 | ↘3859 | ↘3838 | ↘3725 |       |

## Состав сельского поселения
В состав сельского поселения входят 51 населённый пункт.
| №  | Населённый пункт | Тип населённого пункта          | Население | Сельский округ |
| -- | ---------------- | ------------------------------- | --------- | -------------- |
| 1  | Андреевское      | деревня                         | ↗3        | Октябрьский    |
| 2  | Антипино         | деревня                         | ↘0        | Ломовский      |
| 3  | Антоново         | деревня                         | →1        | Октябрьский    |
| 4  | Барханово        | деревня                         | →0        | Октябрьский    |
| 5  | Березники        | деревня                         | ↘4        | Октябрьский    |
| 6  | Букриново        | деревня                         | →0        | Октябрьский    |
| 7  | Вандышево        | деревня                         | ↘2        | Ломовский      |
| 8  | Вандышево        | деревня                         | ↗3        | Ломовский      |
| 9  | Войново          | деревня                         | →0        | Ломовский      |
| 10 | Гармоново        | деревня                         | ↘1        | Ломовский      |
| 11 | Гришенино        | деревня                         | ↘23       | Октябрьский    |
| 12 | Дор              | деревня                         | ↗7        | Ломовский      |
| 13 | Дьяковское       | деревня                         | ↗2        | Ломовский      |
| 14 | Дюдьково         | деревня                         | ↘1619     | Ломовский      |
| 15 | Ескино           | деревня                         | →0        | Ломовский      |
| 16 | Запрудново       | деревня                         | ↘7        | Ломовский      |
| 17 | Ивакино          | деревня                         | →0        | Октябрьский    |
| 18 | Ильинское        | деревня                         | ↘9        | Ломовский      |
| 19 | Ильинское        | деревня                         | ↘0        | Октябрьский    |
| 20 | Калинкино        | деревня                         | →0        | Ломовский      |
| 21 | Киселёво         | деревня                         | ↘4        | Ломовский      |
| 22 | Красное          | село                            | →2        | Октябрьский    |
| 23 | Купалино         | деревня                         | ↘4        | Ломовский      |
| 24 | Лаврово          | деревня                         | ↘12       | Ломовский      |
| 25 | Ламаница         | деревня                         | →0        | Октябрьский    |
| 26 | Лапино           | деревня                         | →0        | Ломовский      |
| 27 | Левино           | деревня                         | →9        | Ломовский      |
| 28 | Лом              | деревня                         | ↗8        | Ломовский      |
| 29 | Лом              | посёлок                         | ↘180      | Ломовский      |
| 30 | Мартьяновское    | деревня                         | ↘0        | Октябрьский    |
| 31 | Менчиково        | деревня                         | ↘0        | Ломовский      |
| 32 | Николо-Плесна    | деревня                         | →0        | Ломовский      |
| 33 | Новая            | деревня                         | ↘2        | Октябрьский    |
| 34 | Новое            | деревня                         | →0        | Октябрьский    |
| 35 | Новоселки        | деревня                         | ↘10       | Октябрьский    |
| 36 | Октябрьский      | посёлок, административный центр | ↘2254     | Октябрьский    |
| 37 | Палкино          | деревня                         | ↘0        | Ломовский      |
| 38 | Панфилки         | деревня                         | →4        | Октябрьский    |
| 39 | Панфилово        | село                            | ↗32       | Октябрьский    |
| 40 | Пиняги           | деревня                         | →2        | Ломовский      |
| 41 | Подносково       | деревня                         | ↗5        | Ломовский      |
| 42 | Потыпкино        | деревня                         | ↘7        | Октябрьский    |
| 43 | Приволжье        | деревня                         | ↘4        | Ломовский      |
| 44 | Рютово           | деревня                         | ↘0        | Октябрьский    |
| 45 | Сельцо           | деревня                         | →0        | Ломовский      |
| 46 | Сидорово         | деревня                         | →0        | Ломовский      |
| 47 | Тамонки          | деревня                         | →0        | Октябрьский    |
| 48 | Терюханово       | деревня                         | →0        | Ломовский      |
| 49 | Тихвинское       | село                            | ↘0        | Октябрьский    |
| 50 | Шишланово        | деревня                         | →3        | Ломовский      |
| 51 | Якушево          | деревня                         | →0        | Ломовский      |

## Экономика
Наиболее значительное из производящих предприятий поселения — крупное птицеводческое хозяйство «Ярославский бройлер», расположенное в посёлке Октябрьском, который и был построен для обеспечения хозяйства рабочей силой в 1977 г. к 60-летнему юбилею Октябрьской революции, откуда и название посёлка.